# Karl Kerschbaum
Karl Kerschbaum (* 1. Mai 1953 in Wien; † 5. September 1984 ebenda) war ein österreichischer Sicherheitswachebeamter der Bundespolizeidirektion Wien, der im Dienst gewaltsam ums Leben kam.
Karl Kerschbaum war seit 1977 bei der Polizei und wurde im Laufe seiner Dienstzeit elfmal belobigt. Aufgrund seiner Erfahrenheit zählte er zu einem ausgewählten Personenkreis von Beamten, die zwecks Erprobung mit der neuen Dienstpistole Glock 17 ausgerüstet wurden. Er war zum Zeitpunkt seines Todes verheiratet und Vater zweier Töchter im Alter von 10 Jahren bzw. 15 Monaten.
Am Mittwoch, dem 5. September 1984 wurde Karl Kerschbaum zusammen mit seinem 25-jährigen Kollegen zu einem scheinbaren Routineeinsatz gerufen. Die Kellnerin einer Imbissstube in der Favoritner Quellenstraße hatte die Polizei verständigt und von einem Randalierer gesprochen. Der Verdächtige saß am ersten Barhocker neben der Eingangstüre und gab an, nicht bewaffnet zu sein. Als die Beamten ihn durchsuchen wollten, konnte er sich losreißen und auf die Straße laufen, wurde dort jedoch von den beiden Beamten eingeholt.
Beim Versuch, den Flüchtigen zu überwältigen, zog dieser plötzlich eine belgische Armeepistole, gab einen Schuss ab und bedrohte die Beamten. Kerschbaum zog daraufhin ebenfalls seine Dienstwaffe, worauf der Täter das Feuer auf die Beamten eröffnete und davonlief. Kerschbaum erlitt einen Hüftdurchschuss und einen Herzschuss, konnte jedoch, während er zusammenbrach, das Feuer noch erwidern und den Täter in den linken Oberarm treffen. Dieser wurde daraufhin ohne weitere Schussabgabe von Kerschbaums Kollegen überwältigt und entwaffnet. Der Täter wurde später wegen absichtlich schwerer Körperverletzung mit Todesfolge, Widerstands gegen die Staatsgewalt und unerlaubten Waffenbesitzes verurteilt.
2003 wurde in Gedenken an Kerschbaum eine Straße hinter dem Polizeiwachzimmer in der Favoritenstraße in Kerschbaumgasse umbenannt.